# Possession – Das Dunkle in dir
Possession – Das Dunkle in dir (Im Original The Possession) ist ein US-amerikanischer Horrorfilm von Ole Bornedal aus dem Jahr 2012. Die Geschichte soll nach Angaben der Filmemacher auf einer wahren Begebenheit beruhen. In den Vereinigten Staaten erschien der Film am 31. August 2012.

## Handlung
Nach der Scheidung von Clyde und Stephanie Brenek helfen deren Kinder Emily und Hannah ihrem Vater sein neues Haus einzurichten. Auf einem Flohmarkt entdeckt Emily eine alte Holzkiste mit hebräischer Inschrift. Da sie so von ihr fasziniert ist, kauft Clyde die Kiste für sie. In der Nacht beginnt eine Stimme aus der Kiste zu kommen, die Emilys Namen flüstert. Als sie die Kiste öffnet, findet sie unter anderem einen Zahn, einen toten Nachtfalter, eine Holzfigur und einen Ring. Sie streift sich den Ring über einen Finger und entwickelt in der Folgezeit eine starke Besessenheit in Bezug auf die Holzkiste. Sie fängt an, sich von anderen Menschen abzugrenzen, wird immer einsamer und beginnt, Selbstgespräche zu führen. Als ihr ein Klassenkamerad die Kiste während des Unterrichts heimlich wegnimmt, schlägt Emily auf ihn ein und schreit ihn an, ihr die Kiste sofort zurückzugeben. Am selben Tag redet die Klassenlehrerin mit Emilys Eltern und empfiehlt ihnen, ihr die Kiste wegzunehmen, da sie keinen guten Einfluss auf sie zu haben scheint. Clyde und Stephanie beschließen daraufhin, die Kiste der Lehrerin zu übergeben. Während die Lehrerin in derselben Nacht die Schulaufgaben der Schüler kontrolliert, hört sie ebenfalls die seltsame Stimme aus der Kiste. Sie wird neugierig, versucht sie zu öffnen und wird dabei von dem darin hausenden Dibbuk umgebracht.
Clyde versucht Emily zur Vernunft zu bringen, doch selbst der Tod ihrer Lehrerin kann sie nicht wachrütteln. Sie erzählt ihm, dass ihr die Kiste so wichtig ist, weil eine Freundin in ihr lebe, die ihr sage, dass sie etwas ganz Besonderes sei. Die Besessenheit wird so ausgeprägt, dass Emilys Vater die Kiste eines Nachts wegbringt. Das ruft in Emily solch enorme Wut hervor, dass sie ihren Vater zu Unrecht der Kindesmisshandlung bezichtigt. In der Folge entzieht ihm das Familiengericht das Umgangsrecht. In seiner Verzweiflung sucht Clyde einen alten Universitätsprofessor auf, den er aus Studienzeiten noch kennt. Dieser kann ihm sagen, dass die Kiste vermutlich aus dem Jahr 1920 stamme und sie verwendet wurde, um einen Dibbuk darin gefangen zu halten. Da die Kiste allerdings von Emily geöffnet wurde, schließt er daraus, dass der Dämon von ihr Besitz ergriffen habe.
Clyde sucht den Juden Tzadok auf, um ihn um einen Exorzismus zu bitten. Tzadok sagt, dass er den Namen des Dämons erfahren muss, um ihn wieder in die Kiste einzuschließen. Während der Autofahrt zu den Breneks zerstört er einen Spiegel im Deckel der Kiste. Dahinter ist der Name des Dämons in das Holz eingearbeitet: Abyzou. Zuhause bekommt Emily durch den Dämon eine Art epileptischen Anfall und wird von ihrer Mutter und ihrer Schwester ins Krankenhaus gebracht. Bei einer Magnetresonanztomographie (MRT) sehen Stephanie und Hannah den Dämon in Emilys Brustkorb. Clyde und Tzadok treffen im Krankenhaus ein und Tzadok führt im Keller den Exorzismus durch. Es kommt zu einem Zweikampf zwischen dem Dämon und Clyde. Clyde schafft es zunächst, dass der Dämon den Körper seiner Tochter verlässt und auf ihn übertritt. Schließlich kann Tzadok den Dämon zurück in die Kiste sperren und sowohl Emily als auch Clyde retten.
Clyde und Stephanie kommen sich nach den Erlebnissen wieder näher und beschließen, wieder zusammen zu wohnen. Tzadok nimmt die Kiste mit dem Dämon an sich und will zu seiner Gemeinde zurückfahren, als ein Truck das Auto seitlich rammt. In der letzten Szene sieht man die Kiste neben seinem zerstörten Auto auf der Straße liegen, aus der wieder die Stimme kommt.

## Hintergrund
Die Begebenheit, auf der der Film beruhen soll, wurde im Februar 2004 öffentlich. Der US-amerikanische Antiquitätenhändler Kevin Mannis bot bei Ebay eine hölzerne Weinkiste zum Kauf an, die verschiedenes enthielt. Er berichtete von Vorkommnissen wie einem starken Geruch nach Katzenurin, Alpträumen, die mehrere Besitzer des Schränkchens sowie Besucher hatten, bis hin zu Türen, die sich selbstständig geöffnet haben sollen. Zudem nimmt der ehemalige Besitzer an, ein Schlaganfall seiner Mutter hänge mit dem Schränkchen zusammen. Dieser ereignete sich, als sie kurze Zeit damit allein war. Das zweitürige Schränkchen soll aus dem Nachlass einer polnisch-stämmigen Jüdin stammen, die aus einem Konzentrationslager fliehen konnte. Die polnische Sprache wurde auch im Film verwendet. Der Dibbuk spricht Polnisch.
Der Film wurde im kanadischen Vancouver gedreht und konnte bei einem geschätzten Budget von 14 Mio. Dollar rund 85,5 Mio. US-Dollar einspielen. Wegen der gespenstischen Atmosphäre buchten die Filmemacher das stillgelegte Riverview Hospital in Coquitlam nahe Vancouver für den Dreh der Exorzismus-Szene.
Das Buch, aus dem Clyde seiner zehnjährigen Tochter vorliest, ist der Tanach in einer englischen Übersetzung. Der Text entspricht Psalm 91.
In der 57. Minute des Films singt der Darsteller Matisyahu eines seiner eigenen Lieder, Open the Gates. Mit der Textzeile „one bright morning when my work is over i’m gonna die“ spielt er auf Tzadoks Tod am Ende des Films an. Der Originaltext des Songs lautet leicht abweichend „i’m gonna fly away home“.

## Kritik
Das Lexikon des internationalen Films lobte die „einfallsreiche atmosphärische Kameraarbeit“. Der Film Der Exorzist erweise sich als das Vorbild dieser Produktion, werde allerdings hinsichtlich der „Handlung und Spannungsdramaturgie“ nicht erreicht.